# Королі Леону

Леонський лев — герб королів Леону

Список правителів Леону — перелік володарів Леонського королівства, до складу якого входили Астурія та Галісія. Королівство утворилося в результати розподілу держави Альфонсо III Великого між його синами. Першим королем став Гарсія. Подальші правителі вимушені були боротися з мусульманськими нападниками, кастильськими графами і королями Наварри. З часів династії Хіменес носили титул королів Кастилії і Леону. Декілька разів леонські королі набували самостійність. Втім у 1230 році титул королів Леону міцно об'єднався з титулом короля Кастилії.

## Королі

### Астурійсько-Леонська династія
| Зображення | Ім'я                 | Дата народження | Володарювання           | Час смерті       | Додатки                              |
| ---------- | -------------------- | --------------- | ----------------------- | ---------------- | ------------------------------------ |
|            | Гарсія I             | бл. 871         | 910 — 914               | 914              |                                      |
|            | Ордоньйо II          | c. 873          | 914 — 924               | 924              | також король Галісії у 910—924 роках |
|            | Фруела II Прокажений | бл. 875         | 924 — 925               | 924              | також король Галісії з 924 року      |
|            | Альфонсо IV Чернець  | бл. 890         | 924 — 931               | 933              |                                      |
|            | Раміро II Великий    | бл. 900         | 931 — 950               | 950              |                                      |
|            | Ордоньйо III         | c. 926          | 951 — 956               | 956              |                                      |
|            | Санчо I Гладкий      | ?               | 956 — 958               | 966              |                                      |
|            | Ордоньйо IV Злий     | c. 926          | 958 — 960               | 962              |                                      |
|            | Санчо I Гладкий      | ?               | 960 — 966               | 966              |                                      |
|            | Раміро III           | 961             | 966 — 984               | 985              |                                      |
|            | Бермудо II Подагрик  | 956             | 982 — 999               | 999              |                                      |
|            | Альфонсо V Шляхетний | 994             | 999 — 1028              | 1028             |                                      |
|            | Бермудо III Молодий  | 1010            | 1028 — 4 September 1037 | 4 September 1037 |                                      |

### Хіменес
| Зображення | Ім'я                | Дата народження | Володарювання                | Час смерті             | Додатки                                  |
| ---------- | ------------------- | --------------- | ---------------------------- | ---------------------- | ---------------------------------------- |
|            | Фернанд I Великий   | 1017            | 1037–24 грудня 1065          | 24 грудня 1065         |                                          |
|            | Альфонсо VI         | червень 1040    | 24 грудня 1065 — січень 1072 | 29 червня/1 липня 1109 |                                          |
|            | Санчо II Сильний    | 1036/1038       | січень 1072 — 6 жовтня 1072  | 6 жовтня 1072          | також король Кастилії у 1065—1072 роках  |
|            | Альфонсо VI (знову) | ервень 1040     | 24 грудня 1065 — січень 1072 | 29 червня/1 липня 1109 | також король Кастилії у 1072—1109 роках  |
|            | Уррака I            | 1082            | 1109 — 8 березня 1126        | 8 березня 1126         | also королева Кастилії у 1109—1126 роках |

### Бургундська династія
| Зображення | Ім'я                   | Дата народження            | Володарювання                       | Час смерті         | Додатки                                                                   |
| --- | ---------------------- | -------------------------- | ----------------------------------- | ------------------ | ------------------------------------------------------------------------- |
| | Альфонсо VII Імператор | 1 березня 1105             | 1135 — 21 серпня 1157               | 21 серпня 1157     | also король Галісії у 1111—1157 роках й король Кастилії у 1126—1157 роках |
| | Фердинанд II           | 1 березня 1137             | 21 серпня 1157 — 22 січня 1188      | 22 січня 1188      |                                                                           |
| | Альфонсо IX            | 15 серпня 1171             | 22 січня 1188 — 23/24 вересня 1230  | 23/24 вересня 1230 |                                                                           |
| | Фернандо III Святий    | 30 липня або 5 серпня 1199 | 23/24 вересня 1230 — 30 травня 1252 | 30 травня 1252     |                                                                           |
| на тривалий час Леонське королівство стало частиною об'єднаного королівства Кастилії і Леону у 1230—1296 роках |                        |                            |                                     |                    |                                                                           |
| | Хуан I Таріфський      | бл. 1262                   | 1296 — 1300                         | 25 червня 1319     | також король Севільї та Галісії                                           |

З 1300 року Леонське королівство остаточно приєдналося до королівства Кастилії.